# Sobór Świętych Piotra i Pawła w Symferopolu
Sobór Świętych Piotra i Pawła – prawosławny sobór w Symferopolu, katedra eparchii symferopolskiej i krymskiej. 
Pierwsza drewniana świątynia na miejscu współczesnego soboru została poświęcona w listopadzie 1806. Po dwudziestu latach obiekt ten był już w bardzo złym stanie technicznym. Został zamknięty, zaś jego wyposażenie trafiło do nowo powstałego soboru św. Aleksandra Newskiego w Symferopolu. Budowa nowej cerkwi pod wezwaniem Świętych Piotra i Pawła rozpoczęła się w latach 60. XIX wieku. W sierpniu 1870 zakończono prace nad obiektem zaprojektowanym przez K. Łazariewa z Petersburga. Sobór został wzniesiony na planie krzyża, ze znajdującą się nad wejściem dzwonnicą i pojedynczą cebulastą kopułą zlokalizowaną na bębnie z dwunastoma oknami. Całość inwestycji została zrealizowana w okresie zarządzania eparchią taurydzką i symferopolską przez arcybiskupa Guriasza (Karpowa).
Sobór pozostawał czynny do 1937, gdy został zamknięty dla celów kultowych i zamieniony na magazyn.
Renowacja cerkwi miała miejsce w latach 80. XX wieku. Od 2003 jest ona katedrą eparchii symferopolskiej i krymskiej. Na jego terenie przechowywane są relikwie Guriasza (Karpowa), kanonizowanego w 2008 w tej samej świątyni.